# Arthur Jüttner
Arthur Jüttner (Kattowitz, 18 de agosto de 1908 — Bramstedt, 1 de dezembro de 2003) foi um oficial alemão que serviu no Deutsches Heer durante a Segunda Guerra Mundial. Foi condecorado com a Cruz de Cavaleiro da Cruz de Ferro com Folhas de Carvalho e Espadas.

## Condecorações
| Condecoração                                                               | Data                    |
| -------------------------------------------------------------------------- | ----------------------- |
| Cruz de Ferro (1939) 2ª Classe                                             | 2 de outubro de 1939    |
| Cruz de Ferro (1939) 1ª Classe                                             | 27 de outubro de 1939   |
| Distintivo de Combate Fechado em Prata                                     |                         |
| Cruz Germânica em Ouro                                                     | 27 de fevereiro de 1943 |
| Distintivo da infantaria de assalto                                        |                         |
| Escudo Demjansk                                                            |                         |
| Distintivo de Feridos (1939) em Prata                                      |                         |
| Cruz de Cavaleiro da Cruz de Ferro                                         | 14 de dezembro de 1941  |
| Cruz de Cavaleiro da Cruz de Ferro com Folhas de Carvalho nº 622           | 18 de outubro de 1944   |
| Cruz de Cavaleiro da Cruz de Ferro com Folhas de Carvalho e Espadas nº 141 | 5 de abril de 1945      |